# Hans-Joachim von Berenberg-Consbruch
Hans-Joachim von Berenberg-Consbruch, gebürtig Hans-Joachim von Consbruch (* 5. November 1940 in Wien) ist ein deutscher Bankier und Mäzen in Hamburg.
Er ist Sohn des Kaufmanns Hans-Dietrich Wilhelm Consbruch und der Irmgard Else (genannt Irmela) Meyer. Die Familie nannte sich zum Zeitpunkt seiner Geburt in Österreich wegen der Adelsaufhebungsgesetz nur „Consbruch“ ohne „von“. Er nannte sich später in Deutschland bis 1976 Joachim von Consbruch. Nach dem Tod seines Vaters in Wien im Jahre 1941 heiratete seine Mutter 1949 in ihrer zweiten Ehe den Bankier Johann Heinrich Cornelius Hellmuth von Berenberg-Gossler. 10. August 1976 wurde die Namensänderung in „von Berenberg-Consbruch“ in Hamburg bewilligt; dadurch kombinierte er seinen Familiennamen Consbruch mit der Name der Hanseatenfamilie Berenberg. Er ist nicht selbst Nachkomme der Familie Berenberg.
Von Berenberg-Consbruch studierte Rechtswissenschaften. Er war von 1978 bis 2005 persönlich haftender Gesellschafter der Hamburger Privatbank Joh. Berenberg, Gossler & Co. KG und von 1990 bis 2015 im Vorstand der Berenberg Bank Stiftung von 1990, eine gemeinnützige Stiftung für Kunst und Kultur in Hamburg.
Er ist vielfältig ehrenamtlich engagiert, so wurde 2012 er Honorarkonsul des Fürstentums Monaco für Hamburg, Schleswig-Holstein, Bremen und Niedersachsen. Derzeit ist er u. a. Schatzmeister des Freundeskreises Ausbildung ausländischer Offiziere an der Führungsakademie der Bundeswehr e.V., Kuratoriumsmitglied des Übersee-Clubs, Mitglied des Freundeskreises Elbphilharmonie + Laeiszhalle e.V. und Saalpate des Museums für Kunst und Gewerbe Hamburg.